# La Cruz de Elota
La Cruz de Elota is een stad in de Mexicaanse deelstaat Sinaloa. La Cruz de Elota heeft 12.951 inwoners (census 2005) en is de hoofdplaats van de gemeente Elota.